# 밀양 표충사 대광전
밀양 표충사 대광전(密陽 表忠寺 大光殿)은 대한민국 경상남도 밀양시 단장면, 표충사에 있는 불전이다. 
1974년 12월 28일 경상남도의 유형문화재 제131호 표충사 대광전으로 지정되었다가, 2018년 12월 20일 현재의 명칭으로 변경되었다.

## 개요
표충사는 재약산 남쪽 기슭에 있는 절로 원래 이곳에는 신라 무열왕 1년(654)에 원효대사가 지은 죽림사가 있었는데, 통일신라 흥덕왕 4년(829)에 왕의 셋째 아들이 병으로 고생할 때 이곳의 영정약수를 먹고 병이 나았다고 해서 영정사라 이름을 바꾸었다고 한다. 그 후 조선 숙종 41년(1715)에 다시 지었고, 헌종 5년(1839)에 임진왜란 때 승병을 일으켜 나라에 공을 세운 사명대사를 추모하기 위해 사당을 짓고 표충사라 하였다.
대광전은 표충사 경내에 있는 절로 대적광전이라고도 하며, 비로자나불을 모시는 법당이다.
앞면 5칸·옆면 3칸으로 지붕 옆면이 여덟 팔(八)자 모양인 팔작지붕집이다. 지붕 처마를 받치기 위해 장식하여 만든 공포는 기둥 위와 기둥 사이에도 있는 다포식 건물이다. 기둥 간격은 공포 간격을 배려하여 같게 배치한 것으로 보인다.

## 현지 안내문
대광전은 표충사의 중심 불전으로 가운데 있는 석가모니불을 중심으로 동쪽에는 질병과 무지를 다스리는 약사불을, 서쪽에는 서방극락세계를 주재하는 아미타불을 각각 봉안하고 있다. 신라시대에 처음 지어졌다고 하지만, 전란 등으로 불타 버린 것을 1929년에 다시 지었다.
이 건물은 정면 5칸, 측면 3칸의 단층 팔작 다포계 양식이다. 기둥머리의 용머리 조각과 추녀의 장식들이 화려하고 섬세하며, 기둥과 기둥 위 장식들의 간격이 동일하게 배치되어 균형미를 잘 살리고 있다. 건물 네 귀퉁에는 추녀가 처지는 것을 막기 위해 4개의 기둥을 딸 두어 추녀를 받치고 있다. 4개의 기둥 중 앞쪽의 기둥은 팔각형인 데 반해 뒤쪽의 기둥은 원형으로 되어 있는데, 이런 구성은 매우 특이하다. 건물을 받쳐주는 받침돌은 잘 다등어져 있으며, 주춧돌 역시 다듬은 돌로 되어 있어 건물의 품위를 높여 주고 있다. 전체적으로 보아, 이 건물은 화려하고 섬세한 조선 후기 건축 양식을 잘 유지하고 있다.

## 같이 보기
- 밀양 표충사 목조석가삼불좌상 - 경상남도 유형문화재 제457호

## 참고 자료
- 밀양 표충사 대광전 - 국가유산청 국가유산포털